# Robert G. Bartle
Pour les articles homonymes, voir Bartle.
Robert Gardner Bartle, né le 20 novembre 1927 à Kansas City (Missouri) et mort le 18 septembre 2003 à Ann Arbor, est un mathématicien américain spécialisé dans l'analyse réelle. Il est connu pour avoir écrit les manuels populaires The Elements of Real Analysis (1964), The Elements of Integration (1966) et Introduction to Real Analysis (2011) publiés par John Wiley & Sons.

## Biographie
Bartle est né à Kansas City, Missouri, et est le fils de Glenn G. Bartle et Wanda M. Bartle. Il est marié à Doris Sponenberg Bartle (née en 1927) de 1952 à 1982 et ils ont deux fils, James A. Bartle (né en 1955) et John R. Bartle (né en 1958). Il fait partie de la faculté du Département de mathématiques de l'université de l'Illinois à Urbana-Champaign de 1955 à 1990.
Bartle est rédacteur en chef de Mathematical Reviews de 1976 à 1978 et de 1986 à 1990. De 1990 à 1999, il enseigne à l'université de l'Est du Michigan. En 1997, il obtient un prix d'écriture de la Mathematical Association of America pour son article « Return to the Riemann Integral ».